# Edificio Altino Arantes
L'Edificio Altino Arantes è un grattacielo alto 161 m di 40 piani, situato nel centro cittadino di San Paolo del Brasile, fu costruito tra il 1939 e il 1947. 

## Storia
L'edificio era la sede della Banca dello Stato di San Paolo (Banespa) e fu costruito tra il 1939 e il 1947. Fu progettato da Plínio Botelho do Amaral, che si ispirò all'Empire State Building e a Frank Lloyd Wright. Fu inaugurato il 27 giugno 1947. Rimase l'edificio più alto della città per due decenni, finché non fu superato dal Mirante do Vale. Poco dopo il suo completamento era la struttura in cemento armato più grande del mondo. Negli anni '60 il nome dell'edificio fu cambiato in "Edifício Altino Arantes", in omaggio al primo presidente brasiliano della banca, Altino Arantes Marques. Da allora, l'edificio non ha subito modifiche esterne significative, anche dopo la vendita di Banespa al gruppo finanziario spagnolo Banco Santander nel 2000. La sua vista panoramica sul centro e sulla periferia di San Paolo attira migliaia di visitatori. In futuro, l'edificio Altino Arantes diventerà la sede dell'Istituto Culturale Banespa, agevolando le attività artistiche e culturali.